# Калинино (Абайский район)
Кали́нино (каз. Калинин) — упразднённое село в Абайском районе Карагандинской области Казахстана. Ликвидировано в 2007 году. Входило в состав Акбастауского сельского округа.

## Население
В 1999 году население села составляло 152 человека (80 мужчин и 72 женщины).